# 24 uur van Le Mans 2009

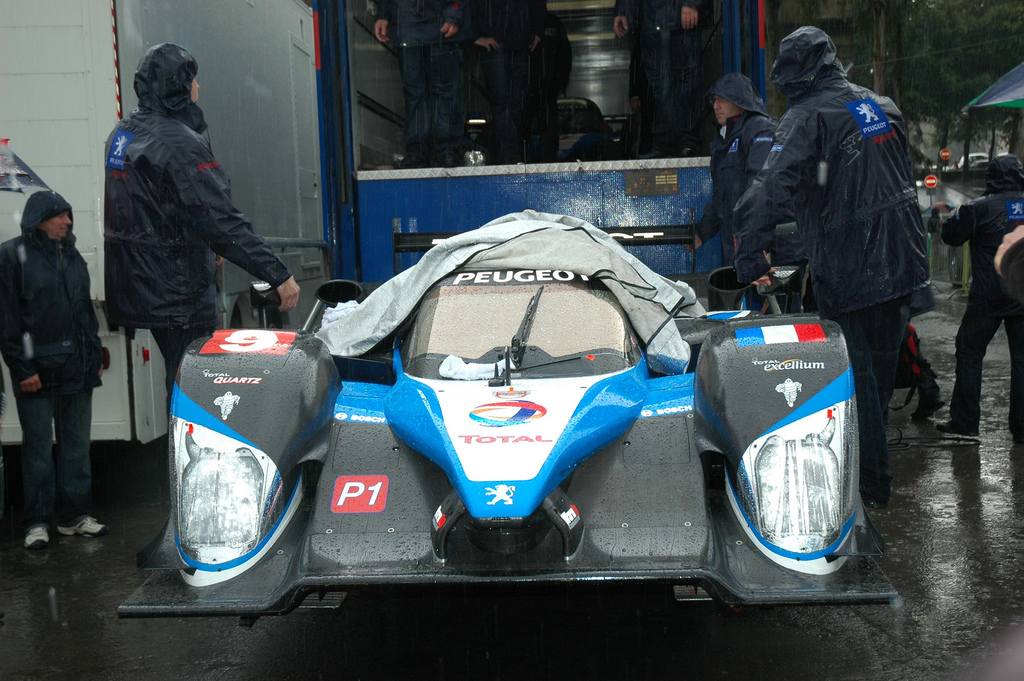
De winnende auto: de Peugeot 908 HDi FAP #9

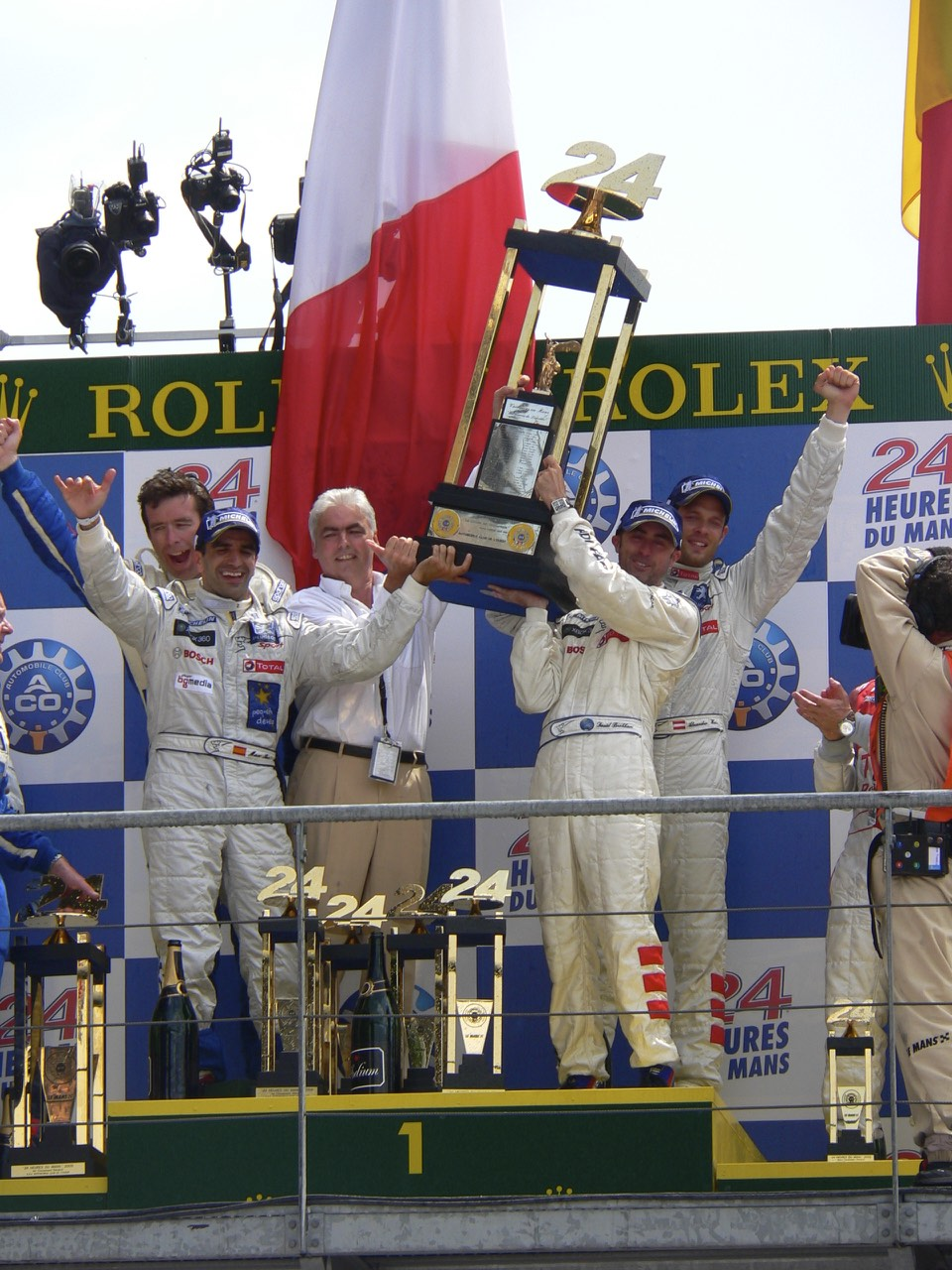
De winnende coureurs

De 24 uur van Le Mans 2009 was de 77e editie van deze endurancerace. De race werd verreden op 13 en 14 juni 2009 op het Circuit de la Sarthe nabij Le Mans, Frankrijk.
De race werd gewonnen door de Peugeot #9 van David Brabham, Marc Gené en Alexander Wurz. Voor Brabham en Gené was het hun eerste zege, terwijl Wurz de editie van 1996 al op zijn naam schreef. De LMP2-klasse werd gewonnen door de Team Essex #31 van Casper Elgaard, Kristian Poulsen en Emmanuel Collard. De GT1-klasse werd gewonnen door de #63 Corvette Racing van Johnny O'Connell, Jan Magnussen en Antonio García. De GT2-klasse werd gewonnen door de #82 Risi Competizione van Jaime Melo, Jr., Pierre Kaffer en Mika Salo.

## Deelnemers
| Klasse | Startnummer | Team                                             | Auto                        | Motor                               | Coureurs                                                 |
| ------ | ----------- | ------------------------------------------------ | --------------------------- | ----------------------------------- | -------------------------------------------------------- |
| LMP1   | 007         | AMR Eastern Europe                               | Lola-Aston Martin B09/60    | Aston Martin 6.0L V12               | Jan Charouz Tomáš Enge Stefan Mücke                      |
| LMP1   | 008         | Aston Martin Racing                              | Lola-Aston Martin B09/60    | Aston Martin 6.0L V12               | Anthony Davidson Darren Turner Jos Verstappen            |
| LMP1   | 009         | Aston Martin Racing                              | Lola-Aston Martin B09/60    | Aston Martin 6.0L V12               | Stuart Hall Harold Primat Peter Kox                      |
| LMP1   | 1           | Audi Sport Team Joest                            | Audi R15 TDI                | Audi TDI 5.5L Turbo V10 (Diesel)    | Tom Kristensen Allan McNish Rinaldo Capello              |
| LMP1   | 2           | Audi Sport North America                         | Audi R15 TDI                | Audi TDI 5.5L Turbo V10 (Diesel)    | Marco Werner Lucas Luhr Mike Rockenfeller                |
| LMP1   | 3           | Audi Sport Team Joest                            | Audi R15 TDI                | Audi TDI 5.5L Turbo V10 (Diesel)    | Timo Bernhard Romain Dumas Alexandre Prémat              |
| LMP1   | 4           | Creation Autosportif                             | Creation CA07               | Judd GV5.5 S2 5.5L V10              | Jamie Campbell-Walter Vanina Ickx Romain Ianetta         |
| LMP2   | 5           | Navi Team Goh                                    | Porsche RS Spyder Evo       | Porsche MR6 3.4L V8                 | Seiji Ara Keisuke Kunimoto Sascha Maassen                |
| LMP1   | 6           | Team LNT                                         | Ginetta-Zytek GZ09S         | Zytek ZG408 4.0L V8                 | Lawrence Tomlinson Richard Dean Nigel Moore              |
| LMP1   | 7           | Team Peugeot Total                               | Peugeot 908 HDi FAP         | Peugeot HDi 5.5L Turbo V12 (Diesel) | Nicolas Minassian Pedro Lamy Christian Klien             |
| LMP1   | 8           | Team Peugeot Total                               | Peugeot 908 HDi FAP         | Peugeot HDi 5.5L Turbo V12 (Diesel) | Franck Montagny Sébastien Bourdais Stéphane Sarrazin     |
| LMP1   | 9           | Team Peugeot Total                               | Peugeot 908 HDi FAP         | Peugeot HDi 5.5L Turbo V12 (Diesel) | David Brabham Marc Gené Alexander Wurz                   |
| LMP1   | 10          | Team Oreca Matmut AIM                            | Oreca 01                    | AIM YS5.5 5.5L V10                  | Stéphane Ortelli Bruno Senna Tiago Monteiro              |
| LMP1   | 11          | Team Oreca Matmut AIM                            | Oreca 01                    | AIM YS5.5 5.5L V10                  | Olivier Panis Nicolas Lapierre Soheil Ayari              |
| LMP1   | 12          | Signature Plus                                   | Courage-Oreca LC70          | Judd GV5.5 S2 5.5L V10              | Pierre Ragues Franck Mailleux Didier André               |
| LMP1   | 13          | Speedy Racing Team / Sebah Automotive            | Lola B08/60                 | Aston Martin 6.0L V12               | Andrea Belicchi Nicolas Prost Neel Jani                  |
| LMP1   | 14          | Kolles                                           | Audi R10 TDI                | Audi TDI 5.5L Turbo V12 (Diesel)    | Charles Zwolsman jr. Narain Karthikeyan André Lotterer   |
| LMP1   | 15          | Kolles                                           | Audi R10 TDI                | Audi TDI 5.5L Turbo V12 (Diesel)    | Christian Bakkerud Christijan Albers Giorgio Mondini     |
| LMP1   | 16          | Pescarolo Sport                                  | Pescarolo 01                | Judd GV5.5 S2 5.5L V10              | Christophe Tinseau Bruce Jouanny João Barbosa            |
| LMP1   | 17          | Pescarolo Sport                                  | Peugeot 908 HDi FAP         | Peugeot HDi 5.5L Turbo V12 (Diesel) | Simon Pagenaud Jean-Christophe Boullion Benoît Tréluyer  |
| LMP1   | 23          | Strakka Racing                                   | Ginetta-Zytek GZ09S         | Zytek ZJ458 4.5L V8                 | Nick Leventis Peter Hardman Danny Watts                  |
| LMP2   | 24          | OAK Racing / Team Mazda France                   | Pescarolo 01                | Mazda MZR-R 2.0L Turbo I4           | Jacques Nicolet Richard Hein Jean-François Yvon          |
| LMP2   | 25          | RML                                              | Lola B08/86                 | Mazda MZR-R 2.0L Turbo I4           | Thomas Erdos Mike Newton Chris Dyson                     |
| LMP2   | 26          | Bruichladdich-Bruneau Team                       | Radical SR9                 | AER P07 2.0L Turbo I4               | Pierre Bruneau Marc Rostan Tim Greaves                   |
| LMP2   | 30          | Racing Box                                       | Lola B08/80                 | Judd DB 3.4L V8                     | Andrea Piccini Thomas Biagi Matteo Bobbi                 |
| LMP2   | 31          | Team Essex                                       | Porsche RS Spyder Evo       | Porsche MR6 3.4L V8                 | Casper Elgaard Kristian Poulsen Emmanuel Collard         |
| LMP2   | 32          | Barazi-Epsilon                                   | Zytek 07S/2                 | Judd 2ZG348 3.4L V8                 | Juan Barazi Phil Bennett Stuart Moseley                  |
| LMP2   | 33          | Speedy Racing Team / Sebah Automotive            | Lola B08/60                 | Judd DB 3.4L V8                     | Benjamin Leuenberger Xavier Pompidou Jonny Kane          |
| LMP2   | 35          | OAK Racing / Team Mazda France                   | Pescarolo 01                | Mazda MZR-R 2.0L Turbo I4           | Matthieu Lahaye Gauillaume Moreau Karim Aljani           |
| LMP2   | 39          | KSM                                              | Lola B07/46                 | Mazda MZR-R 2.0L Turbo I4           | Hideki Noda Jean De Pourtales Matthew Marsh              |
| LMP2   | 40          | Quifel ASM Team                                  | Ginetta-Zytek GZ09S/2       | Zytek ZG348 3.4L V8                 | Miguel Amaral Olivier Pla Guy Smith                      |
| LMP2   | 41          | GAC Racing Team                                  | Zytek 07S/2                 | Zytek ZG348 3.4L V8                 | Karim Ojjeh Claude-Yves Gosselin Phillipp Peter          |
| GT1    | 63          | Corvette Racing                                  | Chevrolet Corvette C6.R     | Chevrolet LS7.R 7.0L V8             | Johnny O'Connell Jan Magnussen Antonio García            |
| GT1    | 64          | Corvette Racing                                  | Chevrolet Corvette C6.R     | Chevrolet LS7.R 7.0L V8             | Olivir Gavin Olivier Beretta Marcel Fässler              |
| GT1    | 66          | Jetalliance Racing                               | Aston Martin DBR9           | Aston Martin 6.0L V12               | Lukas Lichtner-Hoyer Thomas Gruber Alexander Müller      |
| GT1    | 68          | JLOC                                             | Lamborghini Murciélago R-GT | Lamborghini 6.0L V12                | Atsushi Yogo Yutaka Yamagishi Marco Apicella             |
| GT2    | 70          | IMSA Performance Matmut / Team Felbermayr-Proton | Porsche 997 GT3-RSR         | Porsche 4.0L Flat-6                 | Michel Lecourt Horst Felbermayr sr. Horst Felbermayr jr. |
| GT1    | 72          | Luc Alphand Aventures                            | Chevrolet Corvette C6.R     | Chevrolet LS7.R 7.0L V8             | Luc Alphand Stéphan Grégoire Patrice Goueslard           |
| GT1    | 73          | Luc Alphand Aventures                            | Chevrolet Corvette C6.R     | Chevrolet LS7.R 7.0L V8             | Xavier Maassen Yann Clairay Julien Jousse                |
| GT2    | 75          | Endurance Asia Team / Perspective Racing         | Porsche 997 GT3-RSR         | Porsche 3.8L Flat-6                 | Darryl O'Young Philippe Hesnault Plamen Kralev           |
| GT2    | 76          | IMSA Performance Matmut                          | Porsche 997 GT3-RSR         | Porsche 4.0L Flat-6                 | Patrick Pilet Raymond Narac Patrick Long                 |
| GT2    | 77          | Team Felbermayr-Proton                           | Porsche 997 GT3-RSR         | Porsche 4.0L Flat6                  | Marc Lieb Wolf Henzler Richard Lietz                     |
| GT2    | 78          | AF Corse                                         | Ferrari F430 GT2            | Ferrari 4.0L V8                     | Gianmaria Bruni Luis Pérez Companc Matías Russo          |
| GT2    | 80          | Flying Lizard Motorsports                        | Porsche 997 GT3-RSR         | Porsche 4.0L Flat-6                 | Jörg Bergmeister Darren Law Seth Neiman                  |
| GT2    | 81          | Advanced Engineering / Team Seattle              | Ferrari F430 GT2            | Ferrari 4.0L V8                     | Patrick Dempsey Don Kitch jr. Joe Foster                 |
| GT2    | 82          | Risi Competizione                                | Ferrari F430 GT2            | Ferrari 4.0L V8                     | Jaime Melo, Jr. Pierre Kaffer Mika Salo                  |
| GT2    | 83          | Risi Competizione / Krohn Racing                 | Ferrari F430 GT2            | Ferrari 4.0L V8                     | Tracy Krohn Eric van de Poele Niclas Jönsson             |
| GT2    | 84          | Team Modena                                      | Ferrari F430 GT2            | Ferrari 4.0L V8                     | Leo Mansell Pierre Ehret Roman Roesinov                  |
| GT2    | 85          | Snoras Spyker Squadron                           | Spyker C8 Laviolette GT2-R  | Audi 3.8L V8                        | Tom Coronel Jeroen Bleekemolen Jarek Janis               |
| GT2    | 87          | Drayson Racing                                   | Aston Martin V8 Vantage GT2 | Aston Martin 4.5L V8                | Paul Drayson Jonny Cocker Marino Franchitti              |
| GT2    | 89          | Hankook Team Farnbacher                          | Ferrari F430 GT2            | Ferrari 4.0L V8                     | Dominik Farnbacher Allan Simonsen Christian Montanari    |
| GT2    | 92          | JMW Motorsport                                   | Ferrari F430 GT2            | Ferrari 4.0L V8                     | Rob Bell Andrew Kirkaldy Tim Sugden                      |
| GT2    | 96          | Virgo Motorsport                                 | Ferrari F430 GT2            | Ferrari 4.0L V8                     | Sean McInerney Michael McInerney Michael Vergers         |
| GT2    | 97          | BMS Scuderia Italia                              | Ferrari F430 GT2            | Ferrari 4.0L V8                     | Fabio Babini Matteo Malucelli Paulo Ruberti              |
| GT2    | 99          | JMB Racing                                       | Ferrari F430 GT2            | Ferrari 4.0L V8                     | Manuel Rodrigues Yvan Lebon Christophe Bouchut           |

## Kwalificatie-uitslag
| Plaats | Startnr. | Team                                     | Klasse | Tijd     | Verschil |
| ------ | -------- | ---------------------------------------- | ------ | -------- | -------- |
| 1      | 8        | Team Peugeot Total                       | LMP1   | 3:22.888 |          |
| 2      | 1        | Audi Sport Team Joest                    | LMP1   | 3:23.650 | +0.762   |
| 3      | 7        | Team Peugeot Total                       | LMP1   | 3:24.860 | +1.972   |
| 4      | 17       | Pescarolo Sport                          | LMP1   | 3:25.062 | +2.174   |
| 5      | 9        | Peugeot Sport Total                      | LMP1   | 3:25.252 | +2.364   |
| 6      | 2        | Audi Sport North America                 | LMP1   | 3:25.780 | +2.892   |
| 7      | 3        | Audi Sport Team Joest                    | LMP1   | 3:27.106 | +4.218   |
| 8      | 007      | AMR Eastern Europe                       | LMP1   | 3:27.180 | +4.292   |
| 9      | 008      | Aston Martin Racing                      | LMP1   | 3:27.704 | +4.816   |
| 10     | 13       | Speedy Racing Team / Sebah Automotive    | LMP1   | 3:28.134 | +5.246   |
| 11     | 23       | Strakka Racing                           | LMP1   | 3:29.798 | +6.910   |
| 12     | 16       | Pescarolo Sport                          | LMP1   | 3:30.466 | +7.578   |
| 13     | 15       | Kolles                                   | LMP1   | 3:31.192 | +8.304   |
| 14     | 14       | Kolles                                   | LMP1   | 3:31.548 | +8.660   |
| 15     | 10       | Team Oreca Matmut AIM                    | LMP1   | 3:33.514 | +10.626  |
| 16     | 11       | Team Oreca Matmut AIM                    | LMP1   | 3:33.860 | +10.972  |
| 17     | 009      | Aston Martin Racing                      | LMP1   | 3:33.968 | +11.080  |
| 18     | 6        | Team LNT                                 | LMP1   | 3:35.804 | +12.916  |
| 19     | 4        | Creation Autosportif                     | LMP1   | 3:36.552 | +13.072  |
| 20     | 31       | Team Essex                               | LMP2   | 3:37.720 | +14.832  |
| 21     | 5        | Navi Team Goh                            | LMP2   | 3:37.802 | +14.914  |
| 22     | 12       | Signature Plus                           | LMP1   | 3:39.326 | +16.438  |
| 23     | 33       | Speedy Racing Team / Sebah Automotive    | LMP2   | 3:41.724 | +18.836  |
| 24     | 25       | RML                                      | LMP2   | 3:41.952 | +19.064  |
| 25     | 40       | Quifel ASM Team                          | LMP2   | 3:42.012 | +19.124  |
| 26     | 30       | Racing Box                               | LMP2   | 3:42.848 | +19.960  |
| 27     | 41       | GAC Racing Team                          | LMP2   | 3:44.830 | +21.942  |
| 28     | 35       | OAK Racing / Team Mazda France           | LMP2   | 3:45.032 | +22.144  |
| 29     | 32       | Barazi-Epsilon                           | LMP2   | 3:52.956 | +30.068  |
| 30     | 39       | KSM                                      | LMP2   | 3:53.072 | +30.184  |
| 31     | 63       | Corvette Racing                          | GT1    | 3:54.230 | +31.342  |
| 32     | 64       | Corvette Racing                          | GT1    | 3:54.702 | +31.814  |
| 33     | 26       | Bruichladdich-Bruneau Team               | LMP2   | 3:55.320 | +32.432  |
| 34     | 66       | Jetalliance Racing                       | GT1    | 3:56.126 | +33.238  |
| 35     | 72       | Luc Alphand Aventures                    | GT1    | 3:57.170 | +34.282  |
| 36     | 24       | OAK Racing / Team Mazda France           | LMP2   | 3:57.524 | +34.636  |
| 37     | 73       | Luc Alphand Aventures                    | GT1    | 4:00.528 | +35.676  |
| 38     | 80       | Flying Lizard Motorsports                | GT2    | 4:03.202 | +40.314  |
| 39     | 77       | Team Felbermayr-Proton                   | GT2    | 4:03.232 | +40.344  |
| 40     | 82       | Risi Competizione                        | GT2    | 4:04.056 | +41.168  |
| 41     | 99       | JMB Racing                               | GT2    | 4:04.084 | +41.196  |
| 42     | 97       | BMS Scuderia Italia                      | GT2    | 4:04.222 | +41.334  |
| 43     | 76       | IMSA Performance Matmut                  | GT2    | 4:04.648 | +41.760  |
| 44     | 78       | AF Corse                                 | GT2    | 4:04.938 | +42.050  |
| 45     | 92       | JMW Motorsport                           | GT2    | 4:05.168 | +42.280  |
| 46     | 87       | Drayson Racing                           | GT2    | 4:06.482 | +43.594  |
| 47     | 89       | Hankook Team Farnbacher                  | GT2    | 4:06.612 | +43.724  |
| 48     | 85       | Snoras Spyker Squadron                   | GT2    | 4:08.348 | +45.460  |
| 49     | 84       | Team Modena                              | GT2    | 4:08.508 | +45.620  |
| 50     | 83       | Risi Competizione / Krohn Racing         | GT2    | 4:08.758 | +45.870  |
| 51     | 70       | IMSA Performance Matmut                  | GT2    | 4:10.014 | +47.126  |
| 52     | 75       | Endurance Asia Team / Perspective Racing | GT2    | 4:10.456 | +47.568  |
| 53     | 96       | Virgo Motorsport                         | GT2    | 4:10.664 | +47.776  |
| 54     | 81       | Advanced Engineering / Team Seattle      | GT2    | 4:13.920 | +51.032  |
| 55     | 68       | JLOC                                     | GT1    | 4:21.812 | +58.924  |

## Race
Winnaars in hun klasse zijn vetgedrukt.
- Auto's die minder dan 70% van de afstand van de winnaar (267 ronden) hadden afgelegd, werden niet geklasseerd.

| Pos. | Klasse | No. | Team                                           | Coureurs                                                 | Chassis                             | Banden | Ronden |
| Pos. | Klasse | No. | Team                                           | Coureurs                                                 | Motor                               | Banden | Ronden |
| ---- | ------ | --- | ---------------------------------------------- | -------------------------------------------------------- | ----------------------------------- | ------ | ------ |
| 1    | LMP1   | 9   | Peugeot Sport Total                            | David Brabham Marc Gené Alexander Wurz                   | Peugeot 908 HDi FAP                 | M      | 382    |
| 1    | LMP1   | 9   | Peugeot Sport Total                            | David Brabham Marc Gené Alexander Wurz                   | Peugeot HDi 5.5L Turbo V12 (Diesel) | M      | 382    |
| 2    | LMP1   | 8   | Team Peugeot Total                             | Franck Montagny Sébastien Bourdais Stéphane Sarrazin     | Peugeot 908 HDi FAP                 | M      | 381    |
| 2    | LMP1   | 8   | Team Peugeot Total                             | Franck Montagny Sébastien Bourdais Stéphane Sarrazin     | Peugeot HDi 5.5L Turbo V12 (Diesel) | M      | 381    |
| 3    | LMP1   | 1   | Audi Sport Team Joest                          | Tom Kristensen Allan McNish Rinaldo Capello              | Audi R15 TDI                        | M      | 376    |
| 3    | LMP1   | 1   | Audi Sport Team Joest                          | Tom Kristensen Allan McNish Rinaldo Capello              | Audi TDI 5.5L Turbo V10 (Diesel)    | M      | 376    |
| 4    | LMP1   | 007 | AMR Eastern Europe                             | Jan Charouz Tomáš Enge Stefan Mücke                      | Lola-Aston Martin B09/60            | M      | 373    |
| 4    | LMP1   | 007 | AMR Eastern Europe                             | Jan Charouz Tomáš Enge Stefan Mücke                      | Aston Martin 6.0L V12               | M      | 373    |
| 5    | LMP1   | 11  | Team Oreca Matmut AIM                          | Olivier Panis Nicolas Lapierre Soheil Ayari              | Oreca 01                            | M      | 370    |
| 5    | LMP1   | 11  | Team Oreca Matmut AIM                          | Olivier Panis Nicolas Lapierre Soheil Ayari              | AIM YS5.5 5.5L V10                  | M      | 370    |
| 6    | LMP1   | 7   | Team Peugeot Total                             | Nicolas Minassian Pedro Lamy Christian Klien             | Peugeot 908 HDi FAP                 | M      | 369    |
| 6    | LMP1   | 7   | Team Peugeot Total                             | Nicolas Minassian Pedro Lamy Christian Klien             | Peugeot HDi 5.5L Turbo V12 (Diesel) | M      | 369    |
| 7    | LMP1   | 14  | Kolles                                         | Charles Zwolsman jr. Narain Karthikeyan André Lotterer   | Audi R10 TDI                        | M      | 369    |
| 7    | LMP1   | 14  | Kolles                                         | Charles Zwolsman jr. Narain Karthikeyan André Lotterer   | Audi TDI 5.5L Turbo V12 (Diesel)    | M      | 369    |
| 8    | LMP1   | 16  | Pescarolo Sport                                | Christophe Tinseau Bruce Jouanny João Barbosa            | Pescarolo 01                        | M      | 368    |
| 8    | LMP1   | 16  | Pescarolo Sport                                | Christophe Tinseau Bruce Jouanny João Barbosa            | Judd GV5.5 S2 5.5L V10              | M      | 368    |
| 9    | LMP1   | 15  | Kolles                                         | Christian Bakkerud Christijan Albers Giorgio Mondini     | Audi R10 TDI                        | M      | 360    |
| 9    | LMP1   | 15  | Kolles                                         | Christian Bakkerud Christijan Albers Giorgio Mondini     | Audi TDI 5.5L Turbo V12 (Diesel)    | M      | 360    |
| 10   | LMP2   | 31  | Team Essex                                     | Casper Elgaard Kristian Poulsen Emmanuel Collard         | Porsche RS Spyder Evo               | M      | 357    |
| 10   | LMP2   | 31  | Team Essex                                     | Casper Elgaard Kristian Poulsen Emmanuel Collard         | Porsche MR6 3.4L V8                 | M      | 357    |
| 11   | LMP1   | 12  | Signature Plus                                 | Pierre Ragues Franck Mailleux Didier André               | Courage-Oreca LC70                  | M      | 344    |
| 11   | LMP1   | 12  | Signature Plus                                 | Pierre Ragues Franck Mailleux Didier André               | Judd GV5.5 S2 5.5L V10              | M      | 344    |
| 12   | LMP2   | 33  | Speedy Racing Team Sebah Automotive            | Benjamin Leuenberger Xavier Pompidou Jonny Kane          | Lola B08/80                         | M      | 343    |
| 12   | LMP2   | 33  | Speedy Racing Team Sebah Automotive            | Benjamin Leuenberger Xavier Pompidou Jonny Kane          | Judd DB 3.4L V8                     | M      | 343    |
| 13   | LMP1   | 008 | Aston Martin Racing                            | Anthony Davidson Darren Turner Jos Verstappen            | Lola-Aston Martin B09/60            | M      | 342    |
| 13   | LMP1   | 008 | Aston Martin Racing                            | Anthony Davidson Darren Turner Jos Verstappen            | Aston Martin 6.0L V12               | M      | 342    |
| 14   | LMP1   | 13  | Speedy Racing Team Sebah Automotive            | Andrea Belicchi Nicolas Prost Neel Jani                  | Lola B08/60                         | M      | 342    |
| 14   | LMP1   | 13  | Speedy Racing Team Sebah Automotive            | Andrea Belicchi Nicolas Prost Neel Jani                  | Aston Martin 6.0L V12               | M      | 342    |
| 15   | GT1    | 63  | Corvette Racing                                | Johnny O'Connell Jan Magnussen Antonio García            | Chevrolet Corvette C6.R             | M      | 342    |
| 15   | GT1    | 63  | Corvette Racing                                | Johnny O'Connell Jan Magnussen Antonio García            | Chevrolet LS7.R 7.0L V8             | M      | 342    |
| 16   | GT1    | 73  | Luc Alphand Aventures                          | Xavier Maassen Yann Clairay Julien Jousse                | Chevrolet Corvette C6.R             | D      | 336    |
| 16   | GT1    | 73  | Luc Alphand Aventures                          | Xavier Maassen Yann Clairay Julien Jousse                | Chevrolet LS7.R 7.0L V8             | D      | 336    |
| 17   | LMP1   | 3   | Audi Sport Team Joest                          | Timo Bernhard Romain Dumas Alexandre Prémat              | Audi R15 TDI                        | M      | 333    |
| 17   | LMP1   | 3   | Audi Sport Team Joest                          | Timo Bernhard Romain Dumas Alexandre Prémat              | Audi TDI 5.5L Turbo V10 (Diesel)    | M      | 333    |
| 18   | GT2    | 82  | Risi Competizione                              | Jaime Melo, Jr. Pierre Kaffer Mika Salo                  | Ferrari F430 GT2                    | M      | 329    |
| 18   | GT2    | 82  | Risi Competizione                              | Jaime Melo, Jr. Pierre Kaffer Mika Salo                  | Ferrari 4.0L V8                     | M      | 329    |
| 19   | GT2    | 97  | BMS Scuderia Italia                            | Fabio Babini Matteo Malucelli Paolo Ruberti              | Ferrari F430 GT2                    | P      | 327    |
| 19   | GT2    | 97  | BMS Scuderia Italia                            | Fabio Babini Matteo Malucelli Paolo Ruberti              | Ferrari 4.0L V8                     | P      | 327    |
| 20   | LMP2   | 24  | OAK Racing Team Mazda France                   | Jacques Nicolet Richard Hein Jean-François Yvon          | Pescarolo 01                        | D      | 325    |
| 20   | LMP2   | 24  | OAK Racing Team Mazda France                   | Jacques Nicolet Richard Hein Jean-François Yvon          | Mazda MZR-R 2.0L Turbo I4           | D      | 325    |
| 21   | LMP1   | 23  | Strakka Racing                                 | Nick Leventis Peter Hardman Danny Watts                  | Ginetta-Zytek GZ09S                 | M      | 325    |
| 21   | LMP1   | 23  | Strakka Racing                                 | Nick Leventis Peter Hardman Danny Watts                  | Zytek ZJ458 4.5L V8                 | M      | 325    |
| 22   | GT2    | 83  | Risi Competizione Krohn Racing                 | Tracy Krohn Eric van de Poele Niclas Jönsson             | Ferrari F430 GT2                    | M      | 323    |
| 22   | GT2    | 83  | Risi Competizione Krohn Racing                 | Tracy Krohn Eric van de Poele Niclas Jönsson             | Ferrari 4.0L V8                     | M      | 323    |
| 23   | GT2    | 92  | JMW Motorsport                                 | Rob Bell Andrew Kirkaldy Tim Sugden                      | Ferrari F430 GT2                    | D      | 320    |
| 23   | GT2    | 92  | JMW Motorsport                                 | Rob Bell Andrew Kirkaldy Tim Sugden                      | Ferrari 4.0L V8                     | D      | 320    |
| 24   | LMP1   | 4   | Creation Autosportif                           | Jamie Campbell-Walter Vanina Ickx Romain Iannetta        | Creation CA07                       | M      | 319    |
| 24   | LMP1   | 4   | Creation Autosportif                           | Jamie Campbell-Walter Vanina Ickx Romain Iannetta        | Judd GV5.5 S2 5.5L V10              | M      | 319    |
| 25   | GT2    | 85  | Snoras Spyker Squadron                         | Tom Coronel Jeroen Bleekemolen Jarek Janis               | Spyker C8 Laviolette GT2-R          | M      | 319    |
| 25   | GT2    | 85  | Snoras Spyker Squadron                         | Tom Coronel Jeroen Bleekemolen Jarek Janis               | Audi 3.8L V8                        | M      | 319    |
| 26   | GT2    | 78  | AF Corse                                       | Gianmaria Bruni Luis Pérez Companc Matías Russo          | Ferrari F430 GT2                    | M      | 317    |
| 26   | GT2    | 78  | AF Corse                                       | Gianmaria Bruni Luis Pérez Companc Matías Russo          | Ferrari 4.0L V8                     | M      | 317    |
| 27   | GT2    | 84  | Team Modena                                    | Leo Mansell Pierre Ehret Roman Roesinov                  | Ferrari F430 GT2                    | M      | 314    |
| 27   | GT2    | 84  | Team Modena                                    | Leo Mansell Pierre Ehret Roman Roesinov                  | Ferrari 4.0L V8                     | M      | 314    |
| 28   | LMP2   | 32  | Barazi-Epsilon                                 | Juan Barazi Phil Bennett Stuart Moseley                  | Zytek 07S/2                         | D      | 306    |
| 28   | LMP2   | 32  | Barazi-Epsilon                                 | Juan Barazi Phil Bennett Stuart Moseley                  | Zytek 2ZG348 3.4L V8                | D      | 306    |
| 29   | GT2    | 99  | JMB Racing                                     | Manuel Rodrigues Yvan Lebon Christophe Bouchut           | Ferrari F430 GT2                    | M      | 304    |
| 29   | GT2    | 99  | JMB Racing                                     | Manuel Rodrigues Yvan Lebon Christophe Bouchut           | Ferrari 4.0L V8                     | M      | 304    |
| 30   | GT2    | 81  | Advanced Engineering Team Seattle              | Patrick Dempsey Don Kitch jr. Joe Foster                 | Ferrari F430 GT2                    | M      | 301    |
| 30   | GT2    | 81  | Advanced Engineering Team Seattle              | Patrick Dempsey Don Kitch jr. Joe Foster                 | Ferrari 4.0L V8                     | M      | 301    |
| 31   | GT1    | 66  | Jetalliance Racing                             | Lukas Lichtner-Hoyer Thomas Gruber Alexander Müller      | Aston Martin DBR9                   | M      | 294    |
| 31   | GT1    | 66  | Jetalliance Racing                             | Lukas Lichtner-Hoyer Thomas Gruber Alexander Müller      | Aston Martin 6.0L V12               | M      | 294    |
| 32   | GT2    | 96  | Virgo Motorsport                               | Sean McInerney Michael McInerney Michael Vergers         | Ferrari F430 GT2                    | D      | 280    |
| 32   | GT2    | 96  | Virgo Motorsport                               | Sean McInerney Michael McInerney Michael Vergers         | Ferrari 4.0L V8                     | D      | 280    |
| NC   | GT2    | 75  | Endurance Asia Team Perspective Racing         | Darryl O'Young Philippe Hesnault Plamen Kralev           | Porsche 997 GT3-RSR                 | D      | 186    |
| NC   | GT2    | 75  | Endurance Asia Team Perspective Racing         | Darryl O'Young Philippe Hesnault Plamen Kralev           | Porsche 3.8L Flat-6                 | D      | 186    |
| DNF  | LMP2   | 5   | Navi Team Goh                                  | Seiji Ara Keisuke Kunimoto Sascha Maassen                | Porsche RS Spyder Evo               | M      | 339    |
| DNF  | LMP2   | 5   | Navi Team Goh                                  | Seiji Ara Keisuke Kunimoto Sascha Maassen                | Porsche MR6 3.4L V8                 | M      | 339    |
| DNF  | GT1    | 64  | Corvette Racing                                | Oliver Gavin Olivier Beretta Marcel Fässler              | Chevrolet Corvette C6.R             | M      | 311    |
| DNF  | GT1    | 64  | Corvette Racing                                | Oliver Gavin Olivier Beretta Marcel Fässler              | Chevrolet LS7.R 7.0L V8             | M      | 311    |
| DNF  | LMP2   | 25  | RML                                            | Thomas Erdos Mike Newton Chris Dyson                     | Lola B08/86                         | M      | 273    |
| DNF  | LMP2   | 25  | RML                                            | Thomas Erdos Mike Newton Chris Dyson                     | Mazda MZR-R 2.0L Turbo I4           | M      | 273    |
| DNF  | GT2    | 87  | Drayson Racing                                 | Paul Drayson Jonny Cocker Marino Franchitti              | Aston Martin V8 Vantage GT2         | M      | 272    |
| DNF  | GT2    | 87  | Drayson Racing                                 | Paul Drayson Jonny Cocker Marino Franchitti              | Aston Martin 4.5L V8                | M      | 272    |
| DNF  | GT2    | 76  | IMSA Performance Matmut                        | Patrick Pilet Raymond Narac Patrick Long                 | Porsche 997 GT3-RSR                 | M      | 265    |
| DNF  | GT2    | 76  | IMSA Performance Matmut                        | Patrick Pilet Raymond Narac Patrick Long                 | Porsche 4.0L Flat-6                 | M      | 265    |
| DNF  | LMP2   | 39  | KSM                                            | Hideki Noda Jean de Pourtales Matthew Marsh              | Lola B07/46                         | D      | 261    |
| DNF  | LMP2   | 39  | KSM                                            | Hideki Noda Jean de Pourtales Matthew Marsh              | Mazda MZR-R 2.0L Turbo I4           | D      | 261    |
| DNF  | LMP1   | 009 | Aston Martin Racing                            | Stuart Hall Harold Primat Peter Kox                      | Lola-Aston Martin B09/60            | M      | 252    |
| DNF  | LMP1   | 009 | Aston Martin Racing                            | Stuart Hall Harold Primat Peter Kox                      | Aston Martin 6.0L V12               | M      | 252    |
| DNF  | LMP1   | 10  | Team Oreca Matmut AIM                          | Stéphane Ortelli Bruno Senna Tiago Monteiro              | Oreca 01                            | M      | 219    |
| DNF  | LMP1   | 10  | Team Oreca Matmut AIM                          | Stéphane Ortelli Bruno Senna Tiago Monteiro              | AIM YS5.5 5.5L V10                  | M      | 219    |
| DNF  | LMP1   | 17  | Pescarolo Sport                                | Simon Pagenaud Jean-Christophe Boullion Benoît Tréluyer  | Peugeot 908 HDi FAP                 | M      | 210    |
| DNF  | LMP1   | 17  | Pescarolo Sport                                | Simon Pagenaud Jean-Christophe Boullion Benoît Tréluyer  | Peugeot HDi 5.5L Turbo V12 (Diesel) | M      | 210    |
| DNF  | LMP2   | 35  | OAK Racing Team Mazda France                   | Matthieu Lahaye Guillaume Moreau Karim Ajlani            | Pescarolo 01                        | D      | 208    |
| DNF  | LMP2   | 35  | OAK Racing Team Mazda France                   | Matthieu Lahaye Guillaume Moreau Karim Ajlani            | Mazda MZR-R 2.0L Turbo I4           | D      | 208    |
| DNF  | LMP2   | 30  | Racing Box                                     | Andrea Piccini Thomas Biagi Matteo Bobbi                 | Lola B08/80                         | M      | 203    |
| DNF  | LMP2   | 30  | Racing Box                                     | Andrea Piccini Thomas Biagi Matteo Bobbi                 | Judd DB 3.4L V8                     | M      | 203    |
| DNF  | GT2    | 80  | Flying Lizard Motorsports                      | Jörg Bergmeister Darren Law Seth Neiman                  | Porsche 997 GT3-RSR                 | M      | 194    |
| DNF  | GT2    | 80  | Flying Lizard Motorsports                      | Jörg Bergmeister Darren Law Seth Neiman                  | Porsche 4.0L Flat-6                 | M      | 194    |
| DNF  | GT2    | 89  | Hankook Team Farnbacher                        | Dominik Farnbacher Allan Simonsen Christian Montanari    | Ferrari F430 GT2                    | H      | 183    |
| DNF  | GT2    | 89  | Hankook Team Farnbacher                        | Dominik Farnbacher Allan Simonsen Christian Montanari    | Ferrari 4.0L V8                     | H      | 183    |
| DNF  | LMP1   | 6   | Team LNT                                       | Lawrence Tomlinson Richard Dean Nigel Moore              | Ginetta-Zytek GZ09S                 | M      | 178    |
| DNF  | LMP1   | 6   | Team LNT                                       | Lawrence Tomlinson Richard Dean Nigel Moore              | Zytek ZG408 4.0L V8                 | M      | 178    |
| DNF  | LMP1   | 2   | Audi Sport North America                       | Marco Werner Lucas Luhr Mike Rockenfeller                | Audi R15 TDI                        | M      | 104    |
| DNF  | LMP1   | 2   | Audi Sport North America                       | Marco Werner Lucas Luhr Mike Rockenfeller                | Audi TDI 5.5L Turbo V10 (Diesel)    | M      | 104    |
| DNF  | LMP2   | 41  | GAC Racing Team                                | Karim Ojjeh Claude-Yves Gosselin Philipp Peter           | Zytek 07S/2                         | M      | 102    |
| DNF  | LMP2   | 41  | GAC Racing Team                                | Karim Ojjeh Claude-Yves Gosselin Philipp Peter           | Zytek ZG348 3.4L V8                 | M      | 102    |
| DNF  | GT2    | 70  | IMSA Performance Matmut Team Felbermayr-Proton | Michel Lecourt Horst Felbermayr sr. Horst Felbermayr jr. | Porsche 997 GT3-RSR                 | M      | 102    |
| DNF  | GT2    | 70  | IMSA Performance Matmut Team Felbermayr-Proton | Michel Lecourt Horst Felbermayr sr. Horst Felbermayr jr. | Porsche 4.0L Flat-6                 | M      | 102    |
| DNF  | GT1    | 72  | Luc Alphand Aventures                          | Luc Alphand Stéphan Grégoire Patrice Goueslard           | Chevrolet Corvette C6.R             | D      | 99     |
| DNF  | GT1    | 72  | Luc Alphand Aventures                          | Luc Alphand Stéphan Grégoire Patrice Goueslard           | Chevrolet LS7.R 7.0L V8             | D      | 99     |
| DNF  | LMP2   | 26  | Bruichladdich-Bruneau Team                     | Pierre Bruneau Marc Rostan Tim Greaves                   | Radical SR9                         | D      | 91     |
| DNF  | LMP2   | 26  | Bruichladdich-Bruneau Team                     | Pierre Bruneau Marc Rostan Tim Greaves                   | AER P07 2.0L Turbo I4               | D      | 91     |
| DNF  | LMP2   | 40  | Quifel ASM Team                                | Miguel Amaral Olivier Pla Guy Smith                      | Ginetta-Zytek GZ09S/2               | D      | 46     |
| DNF  | LMP2   | 40  | Quifel ASM Team                                | Miguel Amaral Olivier Pla Guy Smith                      | Zytek ZG348 3.4L V8                 | D      | 46     |
| DNF  | GT2    | 77  | Team Felbermayr-Proton                         | Marc Lieb Wolf Henzler Richard Lietz                     | Porsche 997 GT3-RSR                 | M      | 24     |
| DNF  | GT2    | 77  | Team Felbermayr-Proton                         | Marc Lieb Wolf Henzler Richard Lietz                     | Porsche 4.0L Flat-6                 | M      | 24     |
| DNF  | GT1    | 68  | JLOC                                           | Atsushi Yogo Yutaka Yamagishi Marco Apicella             | Lamborghini Murciélago R-GT         | Y      | 1      |
| DNF  | GT1    | 68  | JLOC                                           | Atsushi Yogo Yutaka Yamagishi Marco Apicella             | Lamborghini 6.0L V12                | Y      | 1      |

1923 · 1924 · 1925 · 1926 · 1927 · 1928 · 1929 · 1930 · 1931 · 1932 · 1933 · 1934 · 1935 · 1936 · 1937 · 1938 · 1939 · 1940 - 1948 · 1949 · 1950 · 1951 · 1952 · 1953 · 1954 · 1955 (Ramp) · 1956 · 1957 · 1958 · 1959 · 1960 · 1961 · 1962 · 1963 · 1964 · 1965 · 1966 · 1967 · 1968 · 1969 · 1970 · 1971 · 1972 · 1973 · 1974 · 1975 · 1976 · 1977 · 1978 · 1979 · 1980 · 1981 · 1982 · 1983 · 1984 · 1985 · 1986 · 1987 · 1988 · 1989 · 1990 · 1991 · 1992 · 1993 · 1994 · 1995 · 1996 · 1997 · 1998 · 1999 · 2000 · 2001 · 2002 · 2003 · 2004 · 2005 · 2006 · 2007 · 2008 · 2009 · 2010 · 2011 · 2012 · 2013 · 2014 · 2015 · 2016 · 2017 · 2018 · 2019 · 2020 · 2021 · 2022 · 2023 · 2024